# Kleinhansl
Kleinhansl är en bergstopp i Österrike.   Den ligger i distriktet Murtal och förbundslandet Steiermark, i den centrala delen av landet, 190 km sydväst om huvudstaden Wien. Toppen på Kleinhansl är 2 217 meter över havet, eller 94 meter över den omgivande terrängen. Bredden vid basen är 0,97 km.
Terrängen runt Kleinhansl är kuperad åt nordost, men åt sydväst är den bergig. Runt Kleinhansl är det ganska glesbefolkat, med 22 invånare per kvadratkilometer.. Närmaste större samhälle är Bretstein, 11,0 km öster om Kleinhansl. 
I omgivningarna runt Kleinhansl växer i huvudsak blandskog.